# Lampropholis robertsi
Lampropholis robertsi — вид сцинкоподібних ящірок родини сцинкових (Scincidae). Ендемік Австралії.

## Поширення і екологія
Lampropholis robertsi мешкають на північному сході Квінсленду, зокрема на плато Атертон. Вони живуть в гірських хмарних лісах, серед опалого листя, на галявинах та на берегах струмків.